# Rivière Barrière (rivière Thompson Nord)
Pour les articles homonymes, voir Barrière.
La rivière Barrière est un affluent de la rivière North Thompson, un des principaux affluents du fleuve Fraser, dans la province canadienne de Colombie-Britannique. Elle traverse la région de Shuswap Highland, au nord de Kamloops.

## Toponymie
En 1828, le commerçant de fourrures Archibald McDonald (en) de la Compagnie de la Baie d'Hudson, nommait l'embouchure de la «rivière barrière» parce que les rochers constituaient un obstacle à la navigation. Une autre possibilité est que le nom se rapporte aux pièges à poissons placés de l'autre côté de la rivière par les Secwepemc.

## Cours
La rivière Barrière prend sa source près de la montagne Vavenby dans le Highland Shuswap, au sud de Vavenby. Elle coule vers le Sud jusqu'au lac Saskum. Elle se dirige ensuite vers l'ouest et est rejoint par Fennell Creek. Le « Bears Creek » (français: ruisseau à l’Ours) se jette du Nord juste avant que la rivière Barrière se vide dans le lac Barrière Nord Le ruisseau Vermelin et le ruisseau Harper se jettent dans le lac par le nord La rivière Barrière coule de l'extrémité ouest du lac et se dirige vers le sud à mesure que de nombreux affluents se joignent, comme le ruisseau Birk, le ruisseau Mack, le ruisseau Slate et le ruisseau Sprague.
La rivière East Barrière se jette ensuite par l'est et la rivière Barrière se dirige vers l'ouest. La rivière Barrière Est prend naissance près de l'extrémité nord du lac Adams et s'écoule généralement vers l'est, à travers le lac East Barrière avant de rejoindre la rivière Barrière.
Après sa confluence avec l'East Barrière, la rivière Barrière coule à l'ouest et au sud-ouest, entre la montagne Barrière au sud et le mont Borthwick et la montagne Garrison au nord,,. Il est rejoint par Leonie Creek, juste au nord de la ville de Barrière. La rivière traverse la ville et la bande indienne Simpcw North Thompson "Barrière River 3A" (Réserve indienne) avant de se jeter dans la rivière Thompson Nord,,.

## Histoire
La rivière Barrière fait partie des terres traditionnelles du peuple Simpcw, ou «peuple de la rivière Thompson Nord», une division du peuple Secwepemc,.
Au début du XIXe siècle, la rivière Barrière était souvent difficile à traverser par les commerçants de fourrures qui parcouraient la Brigade de la Baie d'Hudson entre Alexandria et Kamloops. Le sentier longeait la rive est de la rivière Thompson Nord et nécessitait la traversée de la rivière Barrière.